# Liste der Naturdenkmale in Rehe (Westerwald)
Die Liste der Naturdenkmale in Rehe nennt die im Gemeindegebiet von Rehe ausgewiesenen Naturdenkmale (Stand 13. Juni 2024).

## Ehemalige Naturdenkmale
| Nr. | Bezeichnung  | Lage                                          | Beschreibung                                                                       | Bild                                    |
| --- | ------------ | --------------------------------------------- | ---------------------------------------------------------------------------------- | --------------------------------------- |
|     | Drei Linden  | Hauptstraße, auf dem Friedhof Lage            | Tilia sp., drei Bäume; Rechtsverordnung aufgehoben und am 27. Februar 2018 gefällt | Direkt Bild zu diesem Denkmal hochladen |
|     | Weiherlinde  | nordöstlich des Ortes; Flur Hinterm Dorf Lage | Tilia sp.; Rechtsverordnung aufgehoben und am 28. Februar 2018 gefällt             | Direkt Bild zu diesem Denkmal hochladen |
|     | Buchengruppe | südlich des Ortes; Flur Berg Lage             | Fagus sylvatica, 15 Bäume; Rechtsverordnung vor 2009 aufgehoben                    | Direkt Bild zu diesem Denkmal hochladen |